# Vescomtat de Castellbò

Armes dels Castellbò

El vescomtat de Castellbò fou una jurisdicció feudal del comtat d'Urgell, originada en el vescomtat d'Urgell. Els vescomtes d'Urgell van incorporar el vescomtat de Cerdanya i la jurisdicció resultant va prendre el nom de Castellbò, de la Vall que el 989 els havia donat el comte Borrell II de Barcelona (Castell-lleó transformat després en Castellbò.)
Pere I, vescomte de l'Alt Urgell, fou el primer a titular-se vescomte de Castellbò el 1126 després de l'enllaç amb Sibil·la, hereva del vescomtat de Cerdanya. Va pledejar amb el Bisbe d'Urgell i l'arbitri del Bisbe d'Elna li fou desfavorable. (1171). El seu net es va casar amb Arnaua, vídua de Bertran de Tarascó, filla d'Arnau de Caboet, i hereva del senyoriu dels Caboet, les valls de Cabó, Sant Joan i d'Andorra (com a feu del bisbe d'Urgell), a pesar de l'oposició del bisbe d'Urgell i amb el vistiplau del comte Ermengol VII que va donar els feus del Caboet al fill de Pere I i Arnaua, Arnau, negant-se a reconèixer el millor dret de Bertran (fill del primer matrimoni d'Arnaua, que per sort pels Castellbò va morir solter el 1199). Arnau, fill i successor de Pere I i d'Arnaua que va fer bastir castells i va despertar les suspicàcies del comte i del Bisbe d'Urgell. Arnau va intentar oposar-se a ambdós però el rei Alfons el va obligar a sotmetre's i a reconèixer al comte Ermengol la sobirania feudal per Castellbò, La Roca d'Aguilar i altres castells. Arnau va simpatitzar amb els albigesos o càtars. Per congraciar-se amb el bisbe d'Urgell, que li tirava en cara les seves simpaties, li va cedir el castell de Masferrer i el va reconèixer com a successor per les terres del Caboet i per Andorra si moria sense fills. Però efectivament no tenia fills i la seva filla Ermessenda era pretesa per Roger Bernat, fill del comte Ramon Roger de Foix. Per això va trencar altre cop amb el bisbe que es va negar a acceptar el matrimoni i va obtenir el suport del comte Ermengol. Arnau, amb suport del comte de Foix, es va revoltar, però fou fet presoner amb el seu futur consogre el 1203. Arnau va haver de comprometre's a casar-se amb Elisenda, filla del vescomte Guillem I Cardona i neboda del comte Ermengol, a deixar Castellbò i La Roca d'Aguilar als Cardona per cinc anys, a casar el primer fill que tingues amb Miracle, germana d'Ermengol i prometre que no casaria la seva filla amb algú de la família del comte de Foix. Els disturbis que es van produir al comtat amb motiu de la propera mort del comte Ermengol VIII van permetre a Arnau celebrar l'enllaç d'Ermessenda amb Roger Bernat de Foix el 1208. Després del 1209 va participar en la guerra contra Simó de Montfort i en el temps que va seguir la batalla de Muret el 1213 el vescomtat va rebre molts refugiats. El 1217 es va sotmetre a l'església i va viure en pau fins a la seva mort el 1226. El vescomtat va passar a la seva filla Ermessenda que només li va sobreviure quatre anys i el 1230 el seu marit Roger Bernat II de Foix va assumir el govern del vescomtat (Bernat Roger I) en nom del seu fill menor Roger I de Castellbò (Roger IV de Foix) fins a la seva mort el 1240.
El vescomtat va passar a pertànyer a la Casa de Foix mantenint la seva independència nominal com a entitat pròpia. Al llarg del segle XIII el Vescomtat de Castellbò es va expandir vers al Pallars a partir d'una sèrie de compres i permutes realitzades en diferents moments. Així mateix, es va consolidar la posició de la jurisdicció vescomtal sobre diversos indrets, en especial, a la vila d'Organyà. El dia 26 de maig de l'any 1233, amb el conegut com a Pariatge d'Organyà, el prior de la canònica va cedir a l'aleshores comte de Foix la meitat de la vila nova i el seu mercat, a canvi de prestar alguns serveis a la canònica d'Organyà.
En el tercer quart del segle XIII, la disputa entre l'aleshores comte Roger Bernat III de Foix i el bisbe d'Urgell Pere d'Urtx van acabar amb la signatura del Pareatge d'Andorra de l'any 1278. Aquest acord es va signar al Castell de Lleida el dia 8 de setembre d'aquell any, establint sota els auspicis del rei de la Corona d'Aragó Pere el Gran una concòrdia entre l'Església d'Urgell i el Comtat de Foix un dels gèrmens del senyoriu compartit d'Andorra. Una dècada més tard, les disputes entre ambdues parts van fructificar amb la signatura d'un segon Pareatge d'Andorra l'any 1288, en què, entre d'altres, es va ratificar la prohibició d'aixecar fortaleses dins d'aquest territori, la forma de nomenar els respectius notaris i la recaptació del delme.
L'any 1315, a la mort de Gastó I de Foix els seus dominis van quedar dividits entre els seus dos fills. Així, el primogènit Gastó II de Foix es va quedar amb el comtat de Foix, el Bearn i Domasan. L'altre fill, Roger Bernat I de Castellbò va obtenir el Vescomtat de Castellbò, la Baronia de Castellvell, altres terres de Catalunya i del regne de Mallorca. El 5 de juliol de 1329, Gastó II de Foix va entregar el domini del Vescomtat de Castellbò al seu germà Roger Bernat I de Castellbò. A partir d'aquell moment, s'origina un període d'independència entre el comtat de Foix i el Vescomtat de Castellbò, arribant fins a l'any 1391. En aquesta conjuntura Andorra va romandre sota el domini del Comtat de Foix reforçant la singularitat d'aquest territori, procedent de la Casa de Caboet, envers la resta del Vescomtat de Castellbò.
L'any 1350 es va produir la mort de Roger Bernat I de Castellbò succeint-lo el seu fill Roger Bernat II de Castellbò, casat amb Gerarda de Navailles. A la mort d'aquest, l'any 1381, va passar a exercir la regència del Vescomtat la seva esposa com a tutora del seu fill i hereu, aleshores menor d'edat, Mateu I de Foix. A la mort del comte de Foix, Gastó III de Foix en Mateu i la seva mare van reclamar el comtat de Foix entroncant altra vegada ambdós territoris.
Al segle XV el Vescomtat de Castellbò va assolir la seva màxima expansió territorial amb la incorporació al domini vescomtal de la vall d'Àssua i la baronia de Rialp. El 1512 el vescomtat fou confiscat pel rei Ferran el Catòlic, i el 1513 el va cedir a Germana de Foix en dot vitalici, transformat el 1519 en perpetu i alienable (1523). Germana en va vendre l'usdefruit a Lluís Oliver de Boteller (1528) però conserva la nua propietat fins a la seva mort el 1537 en què va tornar a la corona (l'usdefruit va tornar a la mort de Lluís el 1548).

## Llista de vescomtes
Anterior: Vescomtat d'Urgell
- Pere I d'Urgell / de Castellbò 1114-1150 (1114-1126 vescomte de l'Alt Urgell; 1126-1127 vescomte de l'Alt Urgell i de Cerdanya; 1127-1150 vescomte de Castellbò).
- Ramon II de Castellbò 1150-1185
- Arnau I de Castellbò 1185-1226
- Ermessenda de Castellbò 1226-1230
- Roger Bernat I de Castellbò (II de Foix), administrador 1230 - 1240
- Roger I (IV de Foix) 1240 - 1265
- Roger Bernat I (III de Foix) 1265 - 1302
- Gastó I de Foix 1302 - 1315
- Roger Bernat I de Castellbò (1315-1350)
- Roger Bernat II de Castellbò (1350-1381)
- Mateu I de Foix (1391 - 1398)
- Arquimbald de Grailly (1398 - 1413)
- Joan I de Foix (1413 - 1436)
- Gastó IV de Foix 1436 - 1472
- Francesc I de Navarra (rei de Navarra 1479-1483) 1472 - 1483
- Caterina I de Navarra (reina de Navarra 1483-1517) 1483 - 1512
- Expropiat per la Corona d'Aragó 1512 - 1513
- Germana de Foix 1513 - 1528 (nua propietat 1528-1537)
- Lluís Oliver i de Boteller, castlà de Peníscola (usdefruit 1528-1548)

Passa a la Corona d'Aragó el 1548